# Tsvetnoj

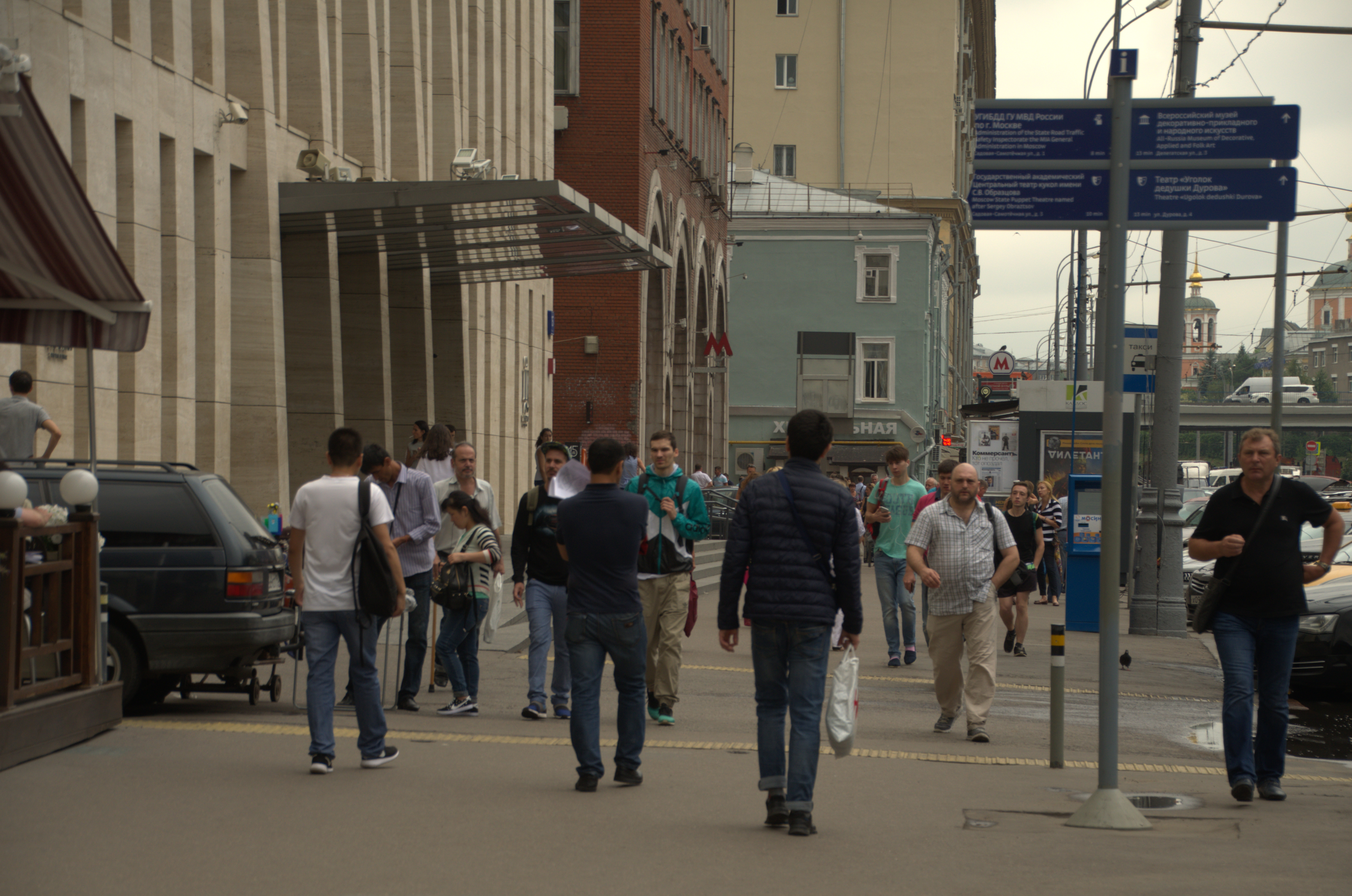
Links de hoofdingang van het warenhuis (2016)

Tsvetnoj (Russisch: Универмаг «Цветной») is een warenhuis aan de Tsvetnoj Boelvar in Moskou. Het pand met grote panoramaramen is een ontwerp van de architect Joeri Grigorjan. Op de locatie van het warenhuis was in de 19e eeuw een grote bloemenmarkt, die de naam aan de boulevard gaf. Later opende hier de eerste overdekte markt van de Sovjet-Unie. Nadat deze lange tijd leegstond en vervallen raakte werd in 2007 op deze locatie gestart met een nieuwbouwproject waar het warenhuis deel van uitmaakt. Het warenhuis, dat vele architectuur- en interieurprijzen heeft ontvangen, heeft een oppervlakte van 36.000 m².
Het warenhuis met zes verdiepingen richt zich op het midden tot hoge marktsegment. Op de vijfde verdieping is een foodmarket en op de zesde verdieping van het warenhuis zijn cafés en restaurants.